# Coleophora laevipennis
Coleophora laevipennis é uma espécie de mariposa do gênero Coleophora pertencente à família Coleophoridae.